# Las Lomas (Texas)
Las Lomas es un lugar designado por el censo ubicado en el condado de Starr en el estado estadounidense de Texas. En el Censo de 2010 tenía una población de 3.147 habitantes y una densidad poblacional de 3.091,76 personas por km².

## Geografía
Las Lomas se encuentra ubicado en las coordenadas 26°21′50″N 98°46′29″O / 26.36389, -98.77472. Según la Oficina del Censo de los Estados Unidos, Las Lomas tiene una superficie total de 1.02 km², de la cual 1.02 km² corresponden a tierra firme y (0%) 0 km² es agua.

## Demografía
Según el censo de 2010, había 3.147 personas residiendo en Las Lomas. La densidad de población era de 3.091,76 hab./km². De los 3.147 habitantes, Las Lomas estaba compuesto por el 98.98% blancos, el 0.19% eran afroamericanos, el 0% eran amerindios, el 0.06% eran asiáticos, el 0% eran isleños del Pacífico, el 0.73% eran de otras razas y el 0.03% pertenecían a dos o más razas. Del total de la población el 89.61% eran hispanos o latinos de cualquier raza.